# リヤドロ
リヤドロ・コメルシアルS.A.（Lladró Comercial SA）は、スペイン・バレンシア州に本社を置く磁器人形（フィギュリン）の製造企業。デザインから制作・販売までを一貫して行なっている。

## 歴史
リャドロ家の父親は農家であり、フアン、ホセ(スペイン語版)、ビセントのリャドロ三兄弟はバレンシア北部郊外のアルマセラで生まれた。三兄弟はそれぞれ14歳の時にバレンシア州の州都バレンシアの美術学校に入学し、フアンとホセは絵画や陶芸を、ビセントは彫刻を学んだ。1951年、三兄弟はアルマセラにある自宅の中庭に陶器用の旧式窯を設置し、ランプ用の花飾りを製作した。この花飾りが人気を博したため、やがて磁器用の高熱窯を導入し、フランスのセーヴルやドイツのマイセンにも似た花瓶や水差しを製造した。1955年にはバレンシアに販売専門の店を構え、1956年には硬質の白色カオリン磁土を使用した磁器人形（フィギュリン）の製造を開始した。1958年にはアルマセラの南に隣接するタベルネス・ブランケスに工場を新設して拠点を移した。1968年には姉妹ブランドとして、大航海時代に使用されていたキャラック船を由来とするブランド「NAO」が創設された。NAOは比較的シンプルなデザインを採用し、本家のリヤドロと比較してリーズナブルな価格を実現しているが、製造はリヤドロと同じ工場・職人によって行われている。1969年にはスペイン勧業省によってポーセリン街がオープンし、今日では2,000人以上がポーセリン街で働いている。1973年にはアメリカ合衆国のウェイル・セラミックス&グラス(Weil ceramics & Glass)の50%の株式を取得した。

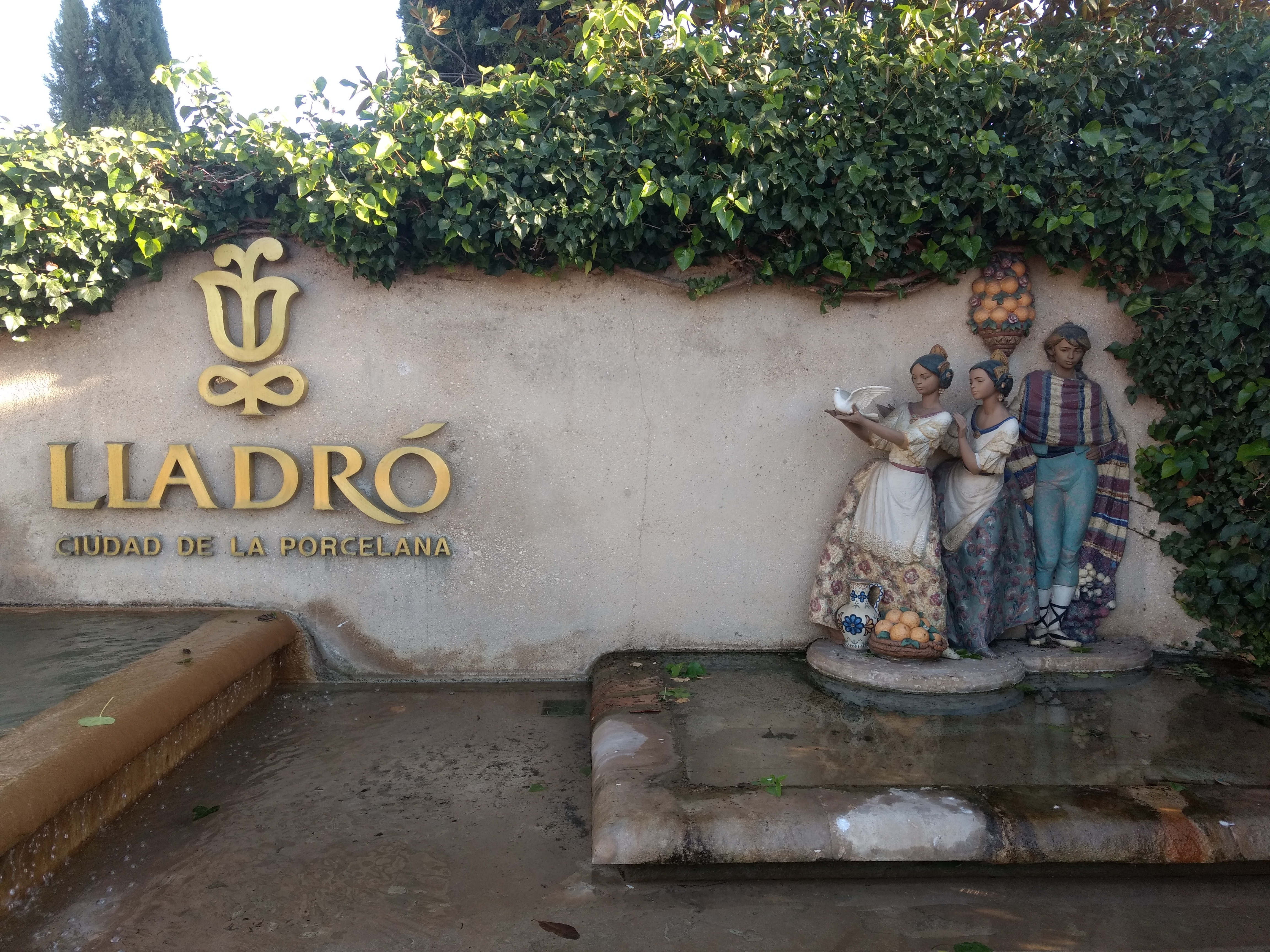
リヤドロ工場の入り口

1986年1月、筆頭株主をリヤドロとして、日本における合弁会社「物産リヤドロ株式会社」を三井物産と共同で設立。本来、スペイン語の「LLADRÓ」は「リャドロ」（あるいはジェイスモで「ジャドロ」あるいは「イャドロ」）と発音されるべきだが、日本への進出時にロゴを「LIADRO」と読み間違えられ、日本では「リヤドロ」として有名になってしまったため、「リヤドロ」を正式名として会社名のカタカナ登録を行った。2006年10月には社名を「リヤドロジャパン」に変更した。1988年9月18日にはアメリカ合衆国・ニューヨークの57番街にリヤドロ博物館・ギャラリーを開館した。1992年にはセビリアで開催されたセビリア万国博覧会のバレンシア州パビリオンに出品した。2006年には工場があるタベルネス・ブランケスにリヤドロ博物館(スペイン語版)が開館した。

## 制作工程
イメージスケッチから粘土でクレイモデルを作り、石膏で型取りした後に部品ごとに分割する。部品から鋳込型を作り、組み立ててから5,000色の絵の具で着色する。釉薬を吹き付け、摂氏1,350度の窯で24時間かけて焼成する。他素材の小道具などを取り付け、厳重に梱包して店や顧客の下に届ける。

## 特徴
バレンシア地方産の白色カオリン磁土を使用し、石英や長石などを混ぜた粘土液で繋ぎ合わせている。その題材は、ウィリアム・シェークスピアの作品の登場人物、女神とユニコーンなど神話上の人物、ドン・キホーテやシンデレラなどのファンタジーの人物、日常生活に登場する少女や老人、カエルや名馬ディープインパクトなどの動物まで多岐にわたっている。ドイツのマイセンやニュンフェンブルク(Nymphenburg)などの伝統的な磁器人形に比べると、背が高くほっそりした形が特徴であり、メランコリックな雰囲気を漂わせている。作品は磁器人形が中心であり、食器などの実用磁器はわずかしか製造していない。

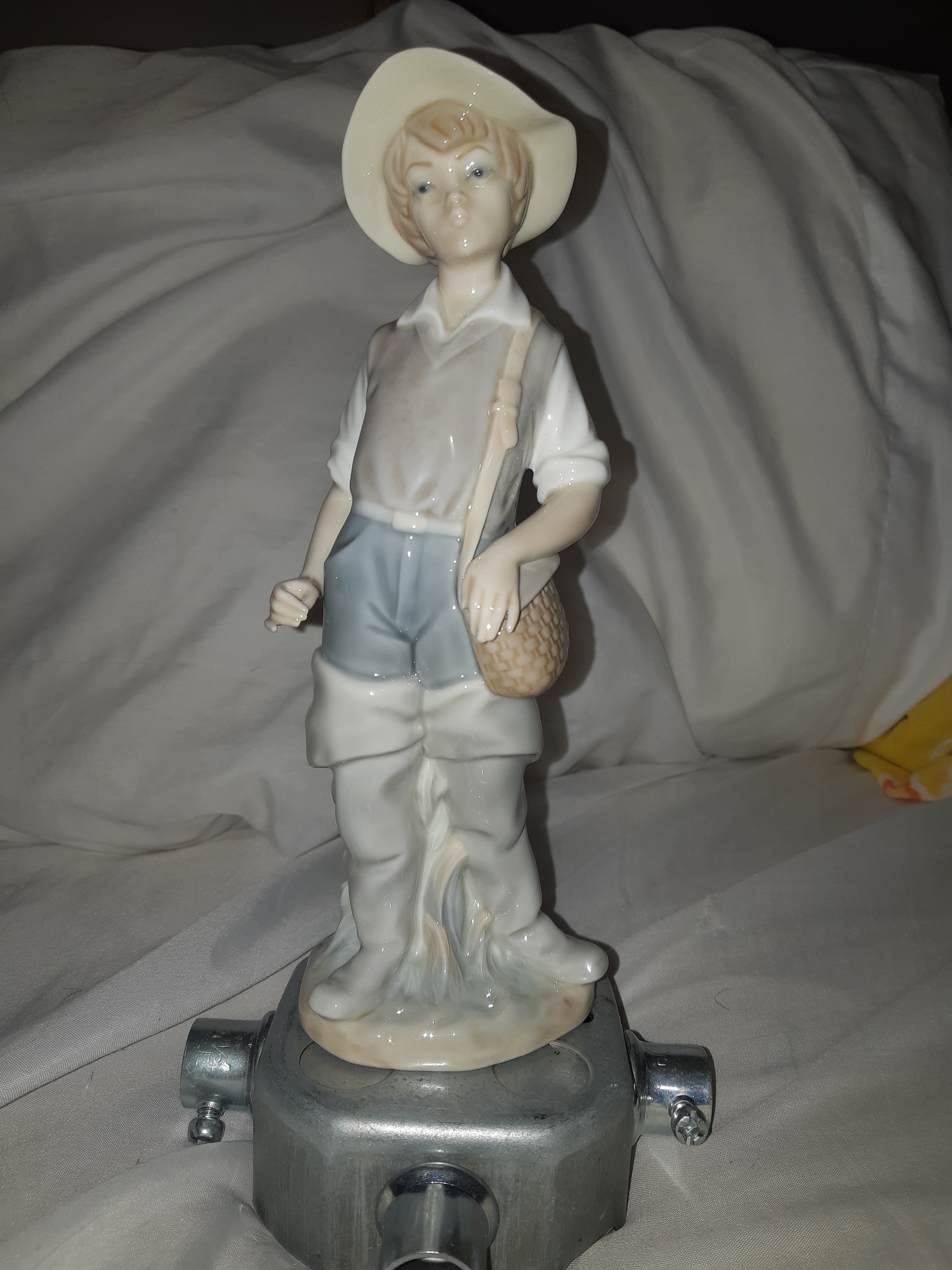
「フィッシャー・ボーイ」

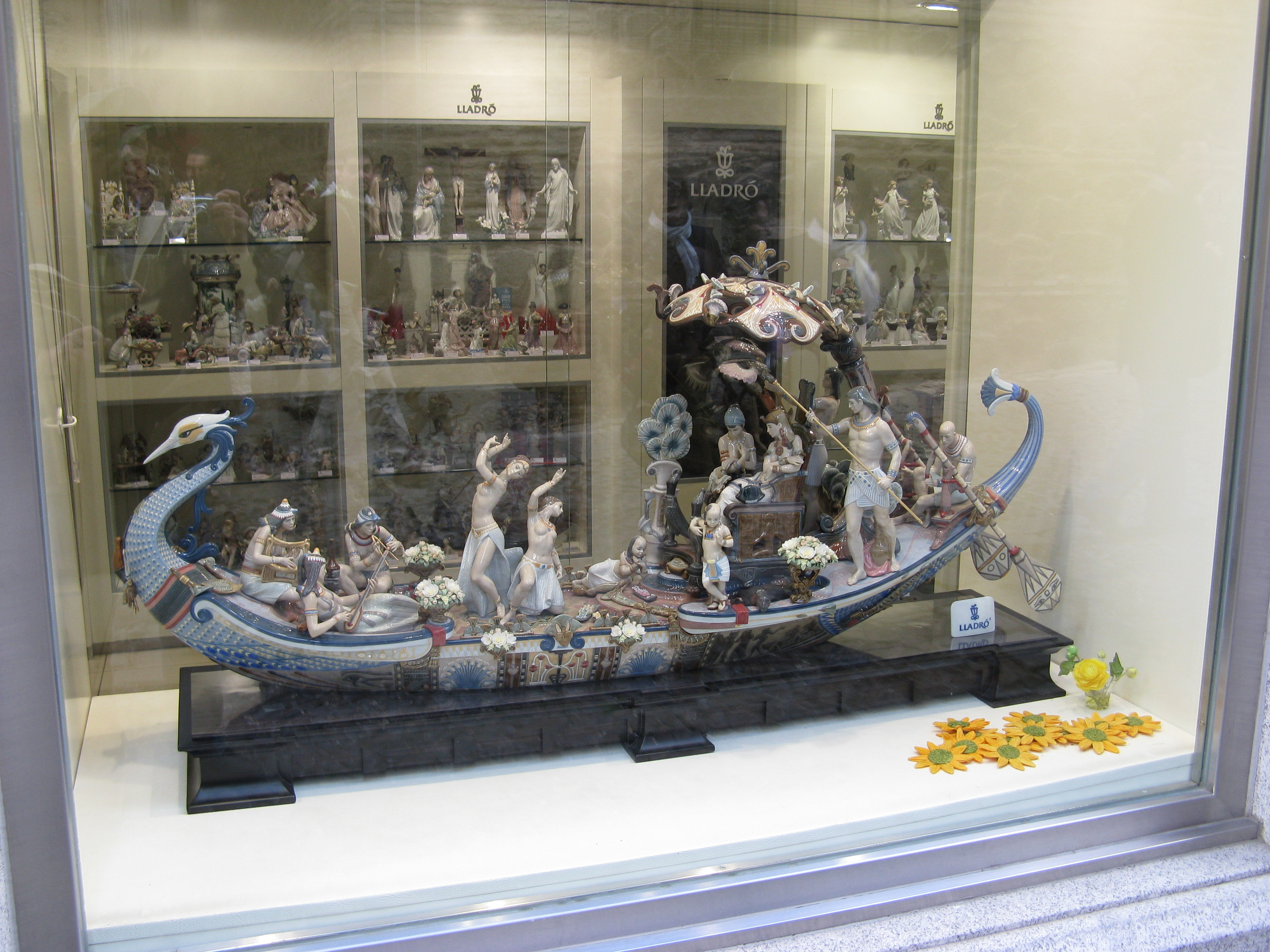
スペインのリヤドロショップ

## 評価
1993年にはフェリペ皇太子賞国際化部門を、1997年にはフェリペ皇太子賞競争力部門を、2002年にはフェリペ皇太子賞リーディング・ブランド経営部門を受賞した。リヤドロの作品はロシア・サンクトペテルブルクのエルミタージュ美術館、ベルギー・ブリュッセルのベルギー王立美術館などに所蔵されている。

## フィクション作品での登場
2002年に放映されたアメリカ合衆国のテレビドラマ『ザ・ソプラノズ 哀愁のマフィア』シーズン4エピソード6では、カーメラ・ソプラノがリヤドロ製の磁器人形を自慢した。カーメラはシーズン6エピソード16でこの磁器人形を夫のトニー・ソプラノに投げつけて壊した。
2004-05年に放映されたアメリカ合衆国のテレビドラマ『ウィル&グレイス』シーズン7エピソード12で、主人公ウィルの母親マリリンはリヤドロ製の「はにかんだ芸者のOuisan」の磁器人形を大事にし、この人形には値段をつけられないとした。
1997-98年に放映されたアメリカ合衆国のテレビドラマ『The Nanny』シーズン5エピソード5で、フランの父方の伯母フレイダは執事を雇うかどうか熟慮したが、大事にしているリヤドロのコレクションに触れさせたくないと考えて雇わないことに決めた。この際にフレイダはブランド名を「ラルド」と誤って発音し、そのことをフランの母親シルビアに指摘されたが、「あなたはそれ（リヤドロ）を正しく発音できる。でも私はそれ（リヤドロ）を購入する経済的余裕がある」と切り返した。
アメリカ合衆国のテレビドラマ『Big Love』で、ロマン・グラントの妻のひとりであるアダリーンは、かなりの量のリヤドロのコレクションを持っていた。